# Парис Бордоне
Парис Бордоне (5. јул 1500. Тревизо, Република Венеција — 19. јануар 1571. Венеција) је био италијански сликар венецијанске ренесансе који је, упркос обуци код Тицијана, задржао маниристички стил. Сликао је религијске, митолошке и анегдотске теме, а најпознатији је по својим сексуализованим сликама жена.

## Биографија
Бордоне је рођен у Тревизу, али се након очеве смрти, преселио са мајком у Венецију. Сматра се да је постао Тицијанов ученик око 1516. и остао у његовој радионици до 1518.
Постоје докази о напетости између њих двојице јер је Бордоне био у стању да тако добро имитира стил свог учитеља. Вазари пише да није провео много година са Тицијаном, радије се посветио имитирању Ђорђонеовог манира. Ипак, Ђорђонеов утицај на Бордонеа није долазио директно, већ посредно преко Тицијана, чији је манир Бордоне тако добро прихватио да су вековима неке од његових слика сматране Тицијановим делима. Међутим, Бордонеов стил је маниристичкији са топлијим бојама, драматичном усковитланом драперијом и фигурама у помало чудним позама, што га разликује од његовог учитеља. Године 1523. када је Бордонеу понуђена његова прва наруџбина да наслика олтарну слику за венецијанску цркву, Тицијан је преузео посао за себе. Упркос овом расколу, Бордоне је већину свог радног века провео у Венецији, иако је посетио Француску да би привремено радио на двору Франциса I у Фонтенблоу 1538.где је сликао портрете краља и дворјана. На двору је створио многе своје слике жена.Обасјан почастима, 1540. одлази у Аугсбург, где осликава палату Фугер (слике нису сачуване). Затим се вратио у Венецију, где је и умро 19. јануара 1571. године.

## Стваралаштво
Бордонеова дела из 1520-их укључују Свету породицу у Фиренци, Свету породицу са Светом Катарином (Ермитаж). Свети Амвросије и донатор (1523) сада се налази у Пинакотека ди Брера. 1525–26. Бордоне је насликао олтарску слику за цркву Светог Агостина у Креми, Богородицу са Светим Кристофором и Светим Ђорђем (у Палацо Тадини у Ловеру). Године 1534–35, насликао је своје велико ремек-дело за Скуола ди Сан Марко. 
Бордоне је насликао многе сцене Мадоне и светаца који седе у пејзажу, заједно са другим верским темама као што је Христ међу лекарима . Његова најбоља историјска слика је Рибар даје прстен дужду (1534–35), а пажњу јавности је први пут привукао након што је победио на такмичењу за његово стварање. Слику карактеришу типично светле боје, тешке тицијанске фигуре и сложени архитектонски мотиви изведени из дела Себастијана Серлија . Бордонеов стил је постепено постајао све више маниристички , са топлијим бојама, чврсто увијеним драперијама и фигурама у необично нагнутим позама које заузимају екстремни први план наспрам удаљеног пејзажа. Иако је наставио да слика слике Свете породице на отвореном, крајем своје каријере такође је насликао низ плавокосих женских фигура. Међу овим еротским сликама су Дијана са две нимфе и Венера са Флором.
Бордоне је такође насликао мање комаде приказујући полуфигуре, полу-свучене мушкарце и жене из митологије или религиозних прича. Често је комбиновао портрет са алегоријом.
Парис Бордоне је касније насликао многе важне зидне слике у Венецији, Тревизу и Вићенци, које су све нестале.

### Јавне колекције
- Благовести - Музеј у Кану
- Крштење Христово - Национална галерија уметности, Вашингтон
- Дафнис и Хлоја - Галерија Порцзински, Варшава
- Мадона - Галерија Тадини Академије, Ловере[4]
- Митолошка слика - Галeрија Боргезе, Рим
- Митолошка слика - Галерија Дорија Памфиљ, Рим
- Слике - Дуомo у Тревизу
- Портрет једне даме - Национална галерија, Лондон[5]
- Портрет Ђованија Јакопа Караља - замак Вавел, Краков
- Шахисти - Берлин
- Крштење Христово - Филаделфија
- Портрет младе жене - Музеј Тхиссен-Борнемисза, Мадрид[6]

## Галерија
- Венера и Адони
- Света породица у пејзажу са Јованом Крститељем
- Венецијански љубавници
- Дијана и Калисто
- Света породица са Светим Јованом Крститељем у пространом пејзажу
- Шахисти